# Suficientemente grande
En las áreas matemáticas de la teoría de números y del análisis, se dice que una sucesión o función infinita posee cierta propiedad a partir de una instancia suficientemente grande, si no tiene dicha propiedad en todos sus elementos ordenados, pero la tendrá después de haber sobrepasado una determinada instancia, y también se puede extender a la clase de propiedades que se aplican a los elementos de cualquier conjunto ordenado (como secuencias y subconjuntos de {\displaystyle \mathbb {R} }).
En inglés, para expresar este concepto, se utiliza en ocasiones el término "eventually", con el significado de que una serie de elementos ordenados  cumplen un determinado criterio finalmente a partir de un elemento dado de la secuencia.

## Notación
La forma general donde se encuentra la expresión suficientemente grande aparece de la siguiente manera:
{\displaystyle P} es verdadero para {\displaystyle x} suficientemente grande
donde {\displaystyle \forall } y {\displaystyle \exists } son un cuantificador universal y un cuantificador de existencia, que en realidad son una forma abreviada de:
{\displaystyle \exists a\in \mathbb {R} } tal que {\displaystyle P} es verdadero {\displaystyle \forall x\geq a}
o algo más formalmente:
{\displaystyle \exists a\in \mathbb {R} :\forall x\in \mathbb {R} :x\geq a\Rightarrow P(x)}
Esto no significa necesariamente que se conozca ningún valor particular para {\displaystyle a}, sino solo que tal {\displaystyle a} existe. La expresión suficientemente grande no debe confundirse con los términos arbitrariamente grande o infinitamente grande. Para obtener más información al respecto, véase arbitrariamente grande.

## Motivación y definición
Para una secuencia infinita, a menudo se está más interesado en el comportamiento a largo plazo de la secuencia que en los comportamientos que exhibe al principio. En cuyo caso, una forma de capturar formalmente este concepto es decir que la secuencia posee una cierta propiedad a partir de un término suficientemente grande, o de manera equivalente, que la propiedad se satisface en determinadas subsucesionestales que {\displaystyle (a_{n})_{n\geq N}}, para algunos {\displaystyle N\in \mathbb {N} }.
Por ejemplo, la definición de una secuencia de números reales {\displaystyle (a_{n})} que convergen a algún límite {\displaystyle a} es:
Para cada número positivo {\displaystyle \varepsilon }, existe un número natural {\displaystyle N} tal que para todo {\displaystyle n>N}, {\displaystyle \left\vert a_{n}-a\right\vert <\varepsilon }.
Cuando la expresión existe un {\displaystyle N} suficientemente grande se usa como abreviatura de existe un número natural {\displaystyle N} tal que para todo {\displaystyle n>N}", la definición de convergencia se puede reformular de manera más simple como:
Por cada número positivo {\displaystyle \varepsilon >0}, {\displaystyle \left\vert a_{n}-a\right\vert <\varepsilon } para un n suficientemente grande.
Aquí se observa que el conjunto de los números naturales que no satisfacen esta propiedad es un conjunto finito; es decir, es un conjunto vacío o tiene un elemento máximo. Como resultado, el uso de suficientemente grande en este caso es sinónimo de la expresión para todos menos para un número finito de términos: un caso especial de la expresión para casi todos los términos (aunque casi todos también se puede usar para permitir infinitas excepciones también).
En el nivel básico, se puede pensar en una secuencia como una función con números naturales como su dominio, y la noción de suficientemente grande también se aplica a funciones en conjuntos más generales, en particular a aquellas que tienen un orden sin un elemento mayor que todos los demás.
Más específicamente, si {\displaystyle S} es un conjunto de este tipo y hay un elemento {\displaystyle s} en {\displaystyle S} tal que la función {\displaystyle f} está definida para todos los elementos mayores que {\displaystyle s}, entonces se dice que {\displaystyle f} tiene alguna propiedad si hay un elemento {\displaystyle x_{0}} suficientemente grande tal que siempre que {\displaystyle x>x_{0}}, {\displaystyle f(x)} tiene dicha propiedad. Esta noción se utiliza, por ejemplo, en el estudio de los cuerpos de Hardy, que son cuerpos formados por funciones reales, cada una de las cuales tiene ciertas propiedades a partir de determinados valores suficientemente grandes.

## Ejemplos
- "Todos los números primos mayores que 2 son impares" se puede escribir como "A partir de un valor dado, todos los números primos son impares" (lo que es cierto para todos los primos mayores que 2).
- A partir de un valor dado, todos los números primos son congruentes a ±1 módulo 6.
- El cuadrado de un primo a partir de un valor dado es congruente con 1 mod 24 (específicamente, esto es cierto para todos los primos mayores que 3).
- El factorial de un número natural a partir de un valor dado termina en el dígito 0 (específicamente, esto es cierto para todos los números naturales mayores que 4).

## Implicaciones
Cuando una secuencia o función tiene una propiedad a partir de un valor suficientemente grande, puede tener implicaciones útiles en el contexto de la  demostración de alguna propiedad en relación con esa secuencia. Por ejemplo, en el contexto del análisis asintótico de ciertas funciones, puede ser útil saber si se comporta a partir de un valor suficientemente grande de manera diferente a lo que sería o podría observarse computacionalmente-
El término finalmente también se puede incorporar en muchas definiciones matemáticas para hacerlas más concisas, como en el caso de algunos tipos de límites o cotas superiores para describir un comportamiento asintótico.

## Otros usos en matemáticas
- Se dice que una 3-variedad es suficientemente grande si contiene una superficie incompresible de dos lados propiamente embebida. Esta propiedad es el requisito principal para que una 3-variedad se denomine variedad de Haken.
- En lógica temporal existe un operador que se puede usar para expresar declaraciones que se pueden interpretar como: Cierta propiedad finalmente se mantendrá en un momento futuro.